# Studia Linguistica Universitatis Iagellonicae Cracoviensis
Studia Linguistica Universitatis Iagellonicae Cracoviensis (tên tiếng Anh: Jagiellonian University Studies in Linguistics) là một tạp chí khoa học và công nghệ của Ba Lan, được xuất bản bởi Khoa Ngữ văn của Đại học Jagiellonian. Tạp chí là nơi đăng các công trình nghiên cứu tập trung vào các ngành liên quan đến ngôn ngữ hoc. Tạp chí xuất bản bằng tiếng Anh, một năm có 4 tập. Tất cả các bài báo trên tạp chí đều được truy cập miễn phí trên cơ sở Truy cập Mở (Open access).

## Mã số xuất bản
- ISSN: 1897-1059 (bản in)
- eISSN: 2083-4624 (bản điện tử)
- GICID: 71.0000.1500.1209
- DOI: 10.4467
- Nhà xuất bản: Khoa Ngữ văn, Đại học Jagiellonian
- Nhóm chuyên môn: Ngôn ngữ học

## Chỉ số ảnh hưởng
- Chỉ số SJR (Scimago Journal Rank) năm 2019: 0.147[2]
- Chỉ số SNIP (Source Normalized Impact per Paper) năm 2019: 0.755[2]
- Chỉ số Scopus CiteScore năm 2019: 0.4[2]
- Chỉ số H Index năm 2019: 4[3]
- Danh mục tạp chí SCIE năm 2019: Nhóm Q2[3]
- Điểm khoa học theo Bộ Giáo dục và Đào tạo Đại học Ba Lan: 40
- Tạp chí Studia Linguistica Universitatis Iagellonicae Cracoviensis được lập chỉ mục trích dẫn khoa học ở các cơ sở dữ liệu: ERIH Plus, Scopus, Central and Eastern European Online Library (CEEOL), Worldcat, EBSCO, BazHum, Cambridge Scientific Abstracts (CSA, Proquest), ZBD, CEJSH, Google Scholar[2]

## Ban biên tập

### Tổng biên tập
Elżbieta Mańczak-Wohlfeld, Khoa Ngữ văn Anh, Đại học Jagiellonian ở Krakow

### Thư ký biên tập
Barbara Podolak, Viện Đông phương học, Đại học Jagiellonian ở Krakow

### Biên tập viên ngôn ngữ
Ramon Shindler, Viện nghiên cứu tiếng Anh, Đại học Jagiellonian ở Krakow

### Biên tập viên kỹ thuật
Anna Poinc-Chrabąszcz, Đại học Jagiellonian ở Krakow